# Genootschap Onze Taal
Het Genootschap Onze Taal is een Nederlandse vereniging voor taalliefhebbers. De bekendste uitingen van het genootschap zijn het tijdschrift Onze Taal, dat zesmaal per jaar verschijnt, en de website. Een belangrijk onderdeel van Onze Taal is de Taaladviesdienst, waar iedereen gratis terechtkan met vragen over de Nederlandse taal (via e-mail, WhatsApp en de telefoon). Ook geeft het genootschap informatie over de Nederlandse taal door middel van het e-zine Taalpost, boeken (bijvoorbeeld de Spellingwijzer Onze Taal) en het Onze Taal-congres.

## Geschiedenis
De vereniging Genootschap Onze Taal werd op 16 mei 1931 door dertig taalpuristen opgericht. Zij maakten zich zorgen over het groeiende aantal germanismen in het Nederlands. Vanaf de jaren 1950 kregen steeds meer andere onderwerpen aandacht in het tijdschrift. Onder leiding van taalkundige Jan Veering werd academische taalkundige kennis belangrijker. Van een vereniging voor taalpuristen werd het Onze Taal een podium voor taalliefhebbers. Het is bedoeld voor iedereen die belangstelling heeft voor taal, niet alleen deskundigen. Het genootschap heeft (anno 2023) circa 20.000 leden. Alle leden ontvangen zes keer per jaar het tijdschrift Onze Taal. Tot juni 2022 verscheen het tijdschrift tien keer per jaar.
De Taaladviesdienst van Onze Taal bestaat sinds 1985.

## Erelidmaatschap
Onze Taal heeft enkele malen een erelidmaatschap toegekend: in 1995 werd Marten Toonder tot erelid van het genootschap benoemd. In 2007 viel die eer te beurt aan Kees van Kooten en Wim de Bie, telkens vanwege hun buitengewone verdiensten voor de Nederlandse taal.

## Prijs
Sinds 2019 reikt het genootschap samen met de krant Trouw en het Algemeen-Nederlands Verbond (ANV) de Taalboekenprijs uit. Deze prijs wordt jaarlijks uitgereikt aan het beste taalgerichte boek dat tevens gericht is op een breder publiek.